# Wendell Downswell
Wendell Downswell, né le 5 février 1958, est un footballeur international jamaïcain reconverti en entraîneur.

## Carrière
Downswell dispute l'ensemble de sa carrière au Reno Football Club. Il dispute aussi six matchs sous le maillot de la sélection jamaïcaine.
En 2000, il est nommé à la tête de la sélection jamaïcaine des moins de 20 ans. Il arrive à qualifier son équipe pour la Coupe du monde des moins de 20 ans 2001 où la Jamaïque est éliminé dès les phases de groupe. Par contre, il n'arrive pas à réaliser ce même exploit en 2003 et 2005.
Il est nommé à la tête de la sélection première de Jamaïque et remporte la Coupe caribéenne des nations 2005. Néanmoins, il démissionne en août 2006 après une série de défaites importantes dans des matchs amicaux. Wendell Downswell est ensuite entraîneur du Reno FC pendant une saison avant d'être nommé à la tête de différentes équipes espoirs durant l'année 2007, pour des courtes périodes.
En février 2011, il qualifie la sélection jamaïcaine des moins de 17 ans pour la Coupe du monde des moins de 17 ans. Là aussi, ils se font sortir dès le premier tour.

## Palmarès
- Vainqueur de la Coupe caribéenne des nations 2005